# European Diving Technology Committee
Das European Diving Technology Committee (EDTC) ist ein in Deutschland eingetragener Verein mit dem Ziel, das Berufstauchen durch Schaffung von grenzüberschreitenden Standards sicherer zu machen.
Die Mitgliedschaft steht allen Ländern Europas (im geographischen Sinn) frei, wobei jedes Land jeweils einen Repräsentanten aus den Bereichen Medizin, Industrie, Regierung und Gewerkschaften entsenden kann. Mit Stand Mai 2016 waren 22 Nationen im EDTC vertreten.